# Aegilips vena
Aegilips vena är en stekelart som beskrevs av Fergusson 1985. Aegilips vena ingår i släktet Aegilips, och familjen glattsteklar. Arten är reproducerande i Sverige.